# Iradj Alexander
Iradj Alexander, né le 17 septembre 1975 à Locarno en Suisse, est un pilote automobile suisse.

## Palmarès

### 24 Heures du Mans
| Année | Écurie             | Copilotes                          | Voiture                    | Classe | Tours | Pos. | Class Pos. |
| ----- | ------------------ | ---------------------------------- | -------------------------- | ------ | ----- | ---- | ---------- |
| 2007  | Swiss Spirit       | Marcel Fässler Jean-Denis Delétraz | Lola B07/18                | LMP1   | 762   | Abd. | Abd.       |
| 2008  | Speedy Racing Team | Andrea Chiesa Benjamin Leuenberger | Spyker C8 Laviolette GT2-R | GT2    | 72    | Abd. | Abd.       |

### European Le Mans Series
| Année | Écurie      | Châssis      | Moteur                      | Classe | 1      | 2      | 3      | 4      | 5      | 6      | Position | Points |
| ----- | ----------- | ------------ | --------------------------- | ------ | ------ | ------ | ------ | ------ | ------ | ------ | -------- | ------ |
| 2017  | Cool Racing | Ligier JS P3 | Nissan VK50VE 5,0 l V8 Atmo | LMP3   | SIL 14 | MON 14 | RBR NC | LEC 10 | SPA 12 | POR 11 | 21e      | 3      |
| 2018  | Cool Racing | Ligier JS P3 | Nissan VK50VE 5,0 l V8 Atmo | LMP3   | LEC 10 | MON 9  | RBR 10 | SIL 11 | SPA    | POR 13 | 23e      | 5      |